# RMI-IIOP
Az RMI-IIOP egy Java Remote Method Invocation (RMI) interfész az  Internet Inter-Orb Protocol (IIOP) felett, mely kézbesíti a Common Object Request Broker Architecture (CORBA) osztott számítási kapacitását a Java 2 Platform felé.
A CORBA örökölt sajátosságaival különböző programozási nyelveken létrehozhatók olyan szoftverkomponensek, melyek futtathatóak elosztott számítógépeken. Tehát támogatja a multi-platformokat, és képes távoli eljárásokat végrehajtani, például egy RMI által definiált szubrutint egy másik számítógépen. Két alapvető specifikációja a Java Language Mapping to OMG IDL, és a CORBA/IIOP 2.3.1.

## Története
A Java RMI-IIOP létrehozásának alapvető célja volt, hogy leegyszerűsítse a CORBA alkalmazások fejlesztését minden jelentős tulajdonságának megőrzése mellett. Kezdetben a Java programozóknak választaniuk kellett az RMI és a CORBA/IIOP (Java IDL) között az osztott programozási feladat megoldására. Napjainkban a módosításoknak köszönhetően az RMI server objektumok használhatják az IIOP protokollt és kommunikálhatnak bármely nyelven írt CORBA kliens objektumokkal. A Sun Microsystems és az IBM közösen felügyelte a fejlesztést a CORBA Java RMI technológia jellemzőinek kombinálásával.